# Eduardo Malaspina
Eduardo Malaspina (* 12. Juli 1967 in Tabatinga, Bundesstaat São Paulo) ist ein brasilianischer römisch-katholischer Geistlicher und Bischof von Itapeva.

Wappen von Eduardo Malaspina

## Leben
Eduardo Malaspina empfing am 13. Dezember 1991 das Sakrament der Priesterweihe.
Am 7. März 2018 ernannte ihn Papst Franziskus zum Titularbischof von Pupiana und zum Weihbischof in São Carlos. Der Bischof von São Carlos, Paulo César Costa, spendete ihm am 1. Mai desselben Jahres die Bischofsweihe; Mitkonsekratoren waren der Erzbischof von Fortaleza, José Antônio Aparecido Tosi Marques, und der Bischof von Lins, Francisco Carlos da Silva. Vom 14. Dezember 2020 bis 18. Dezember 2021 war Eduardo Malaspina Diözesanadministrator des vakanten Bistums São Carlos.
Franziskus bestellte ihn am 28. Dezember 2022 zum Bischof von Itapeva. Die Amtseinführung erfolgte am 11. Februar 2023.